# Катково (Новосибірська область)
Катково (рос. Катково) — село у Коченевському районі Новосибірської області Російської Федерації.
Входить до складу муніципального утворення Прокудська сільрада. Населення становить 471 особа (2010).

## Історія
Згідно із законом від 2 червня 2004 року органом місцевого самоврядування є Прокудська сільрада.

## Населення
| 1926 | 2002 | 2007 | 2010 |
| ---- | ---- | ---- | ---- |
| 2021 | ↘490 | ↗511 | ↘471 |